# 小松城
小松城（こまつじょう）は、石川県小松市丸の内町にあった日本の城。小松市指定史跡。

## 概要

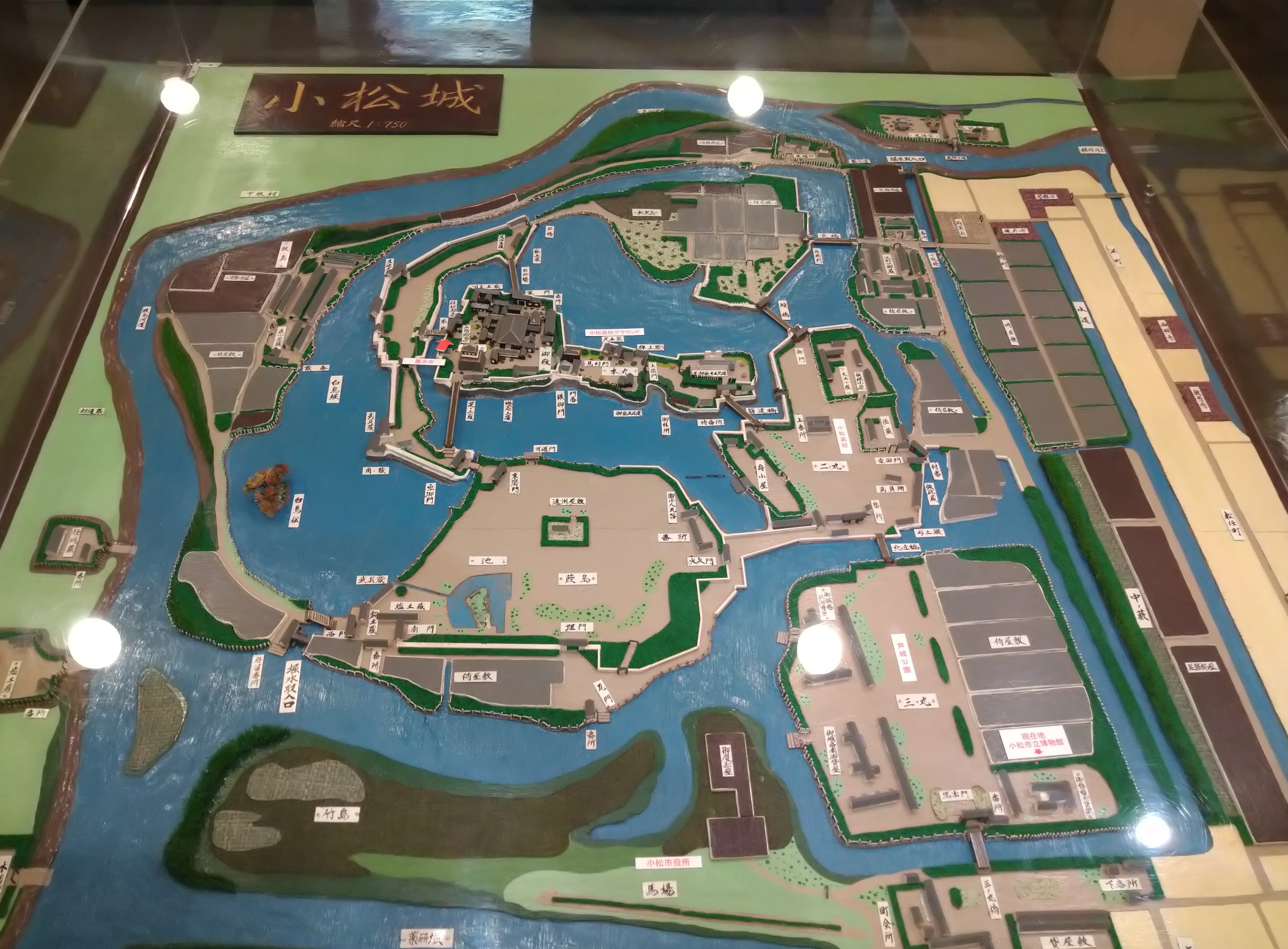
江戸時代の小松城の俯瞰図

天正4年（1576年）に加賀一向一揆方の若林長門守によって築かれたといわれ、織田信長の武将柴田勝家により攻められ、村上氏、丹羽氏が城主となった。江戸時代になると加賀藩領となるが、元和元年（1615年）に一国一城令で廃城となる。
寛永16年（1639年）、2代藩主前田利常の隠居城という名目で再築、しかし大規模な水堀を廻らし、築島を配するという新城建設に似た大規模なものとなった。完成した城域は金沢城の約二倍の規模を誇る。利常の死後は加賀藩金沢城の支城となり、城番により統治され、明治維新を迎えた。
本丸には天守台が築かれ、天守の代用として御三階櫓が築かれた。広大な水堀に浮かぶ姿から浮き城の別名を持つ、難攻不落の実戦を想定した要塞であった。

## 遺構
現在、城域はそれぞれ隣接する小松市役所、芦城公園、石川県立小松高等学校として開発され、遺構の保存状態は良くないが、天守台及び内堀の石垣が残る。建造物としては、鰻橋御門が小松市園町の来生寺寺門に移築され現存するほか、兎御門扉及び葭島御殿兎門扉が金沢市の成巽閣で、二階御亭入口扉と御樓閣天井板が小松市丸の内公園町にある芦城公園内の小松市立博物館で、それぞれ保管されている

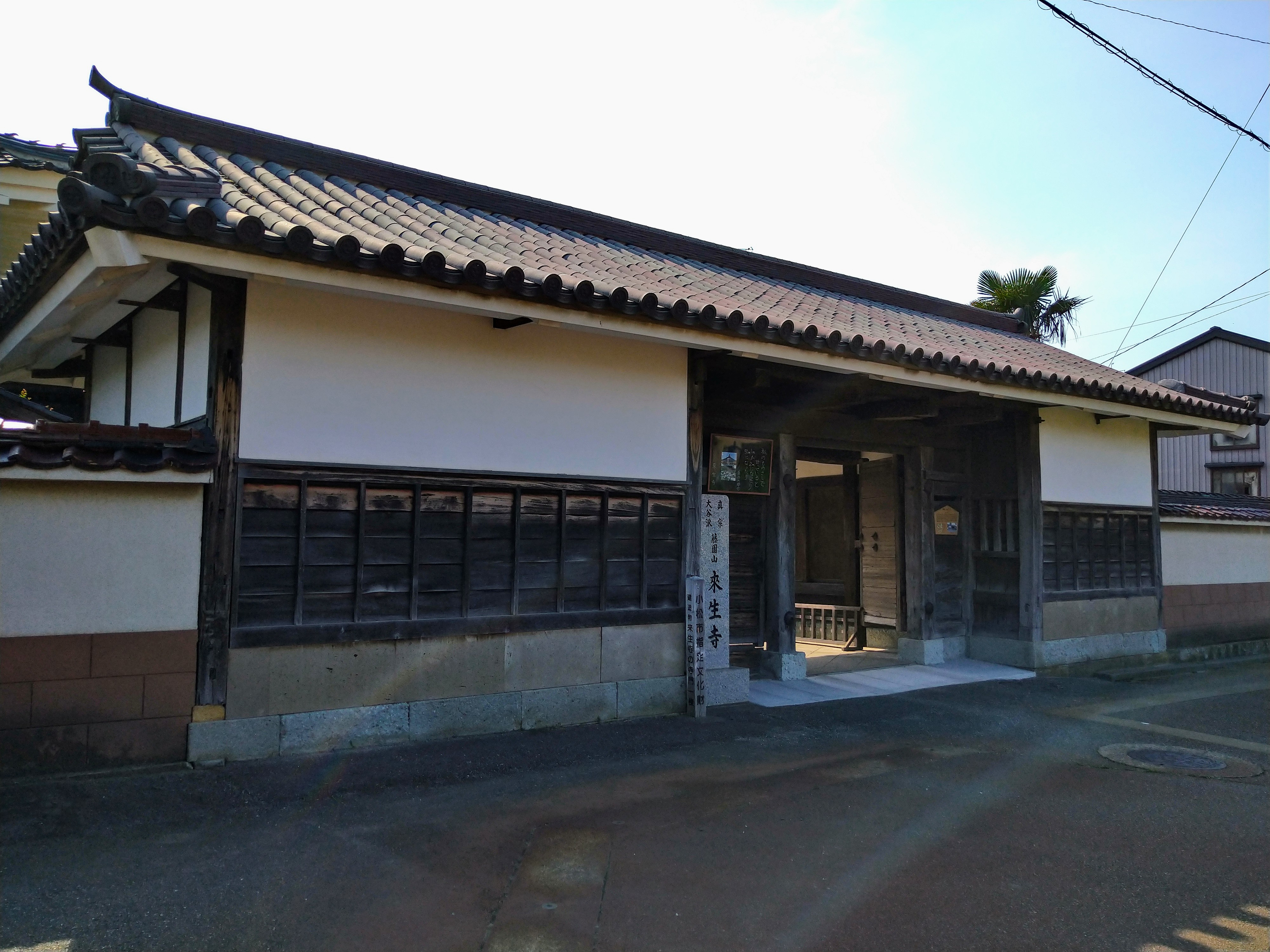
小松城から来生寺の寺門として移築された鰻橋御門
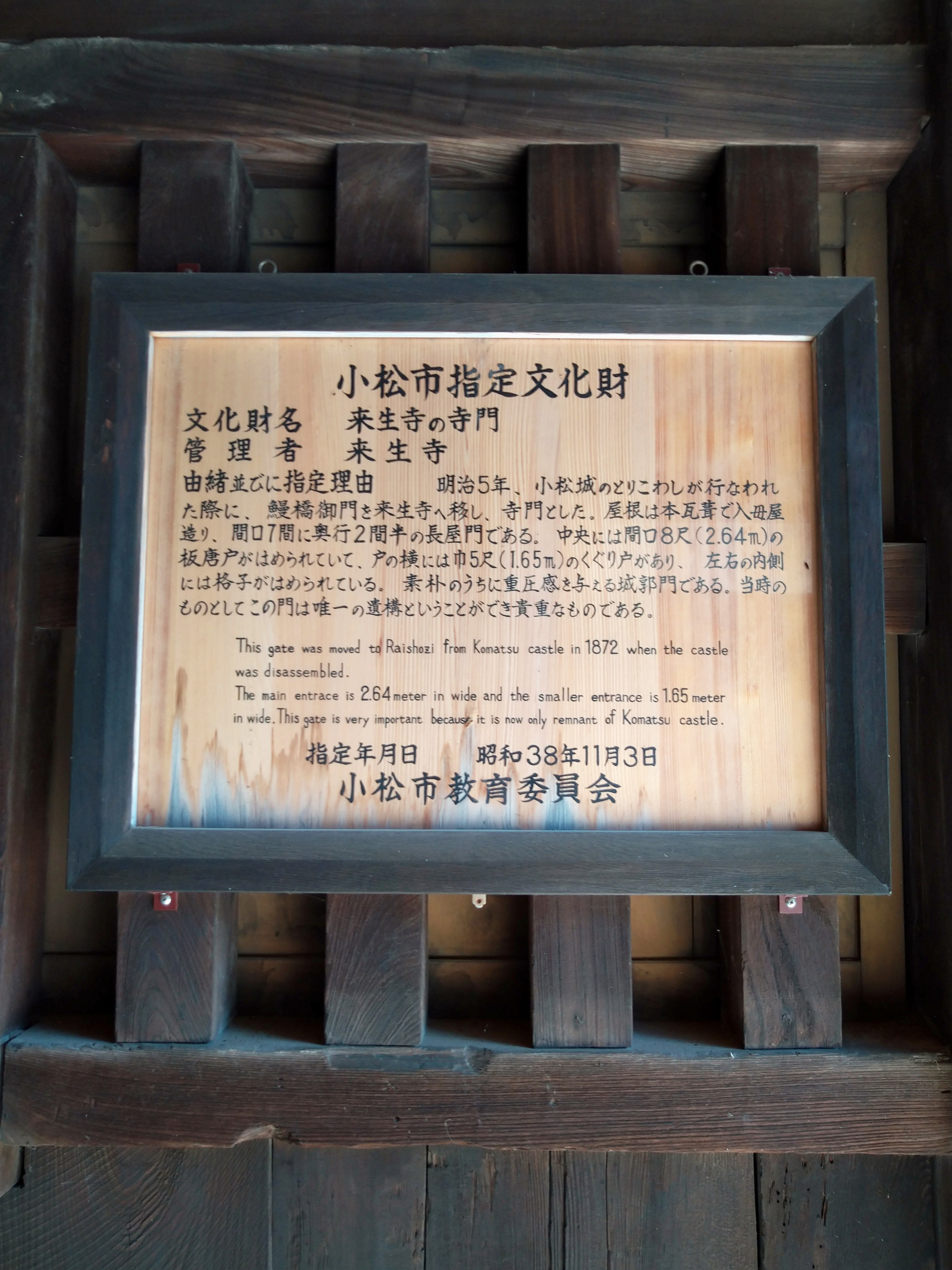
小松城から移築された鰻橋御門に提示してある看板

## 沿革
- 天正4年（1576年） - 加賀一向一揆方の若林長門守によって築城された。
- 天正7年（1579年） - 柴田勝家に攻められ落城、村上義明が城主となった。
- 慶長3年（1598年） - 村上義明に替わり、丹羽長重が入城した。
- 慶長5年（1600年） - 関ヶ原の戦いにおいて西軍に組した丹羽長重が除封され、前田利長の所領となり城代が置かれた。城代は利長の義兄の前田長種。
- 元和元年（1615年） - 一国一城令により廃城となる。
- 寛永16年（1639年） - 前田利常の隠居城として再築され、石垣の構築、二の丸三の丸の増築等、大規模な改修が加えられた。
- 万治元年（1658年） - 利常が没し、以降明治まで城番が置かれ維持された。
- 明治5年（1872年） - 廃城となる。

## ギャラリー

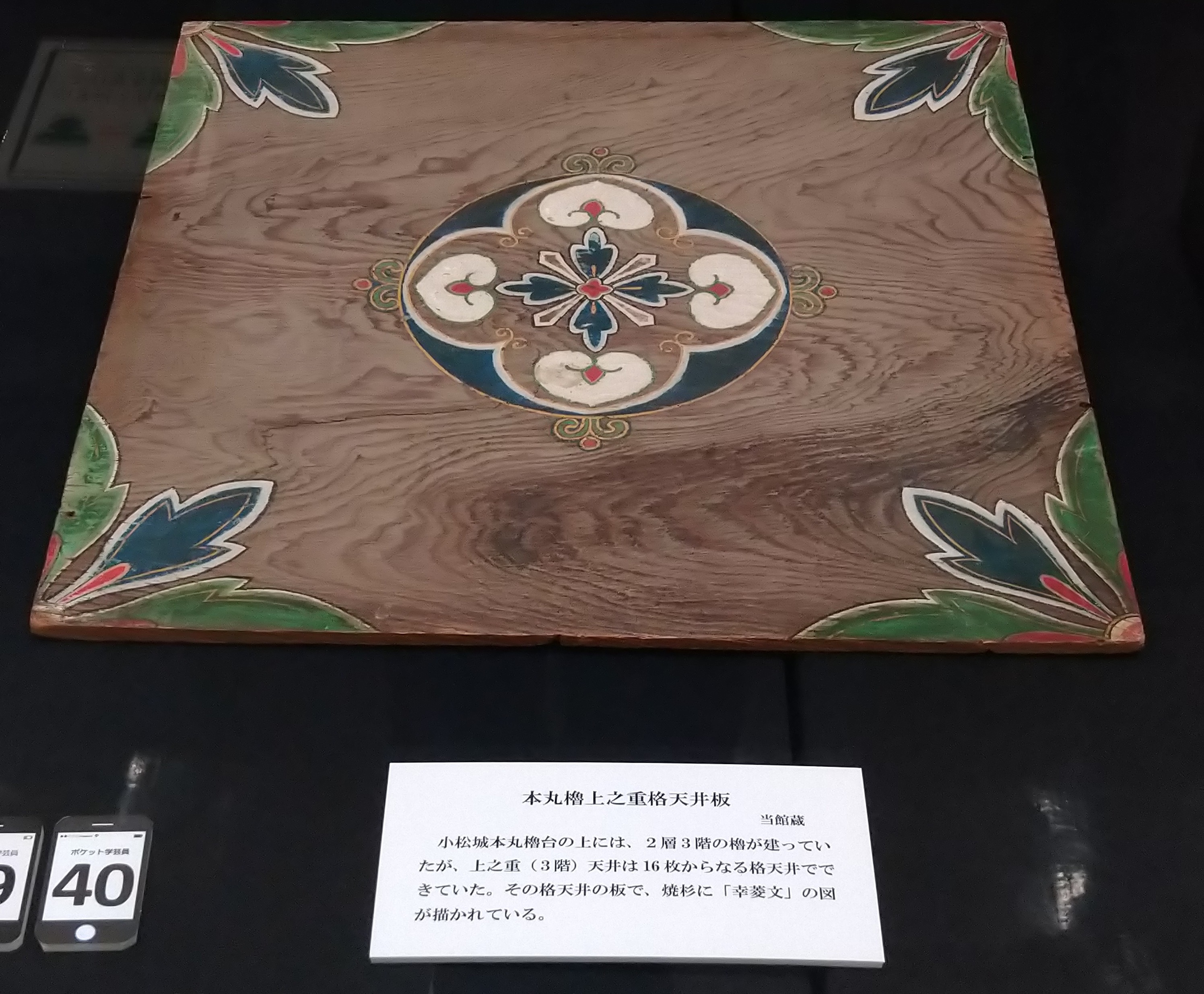
小松市立博物館に所蔵展示されている小松城の御樓閣天井板
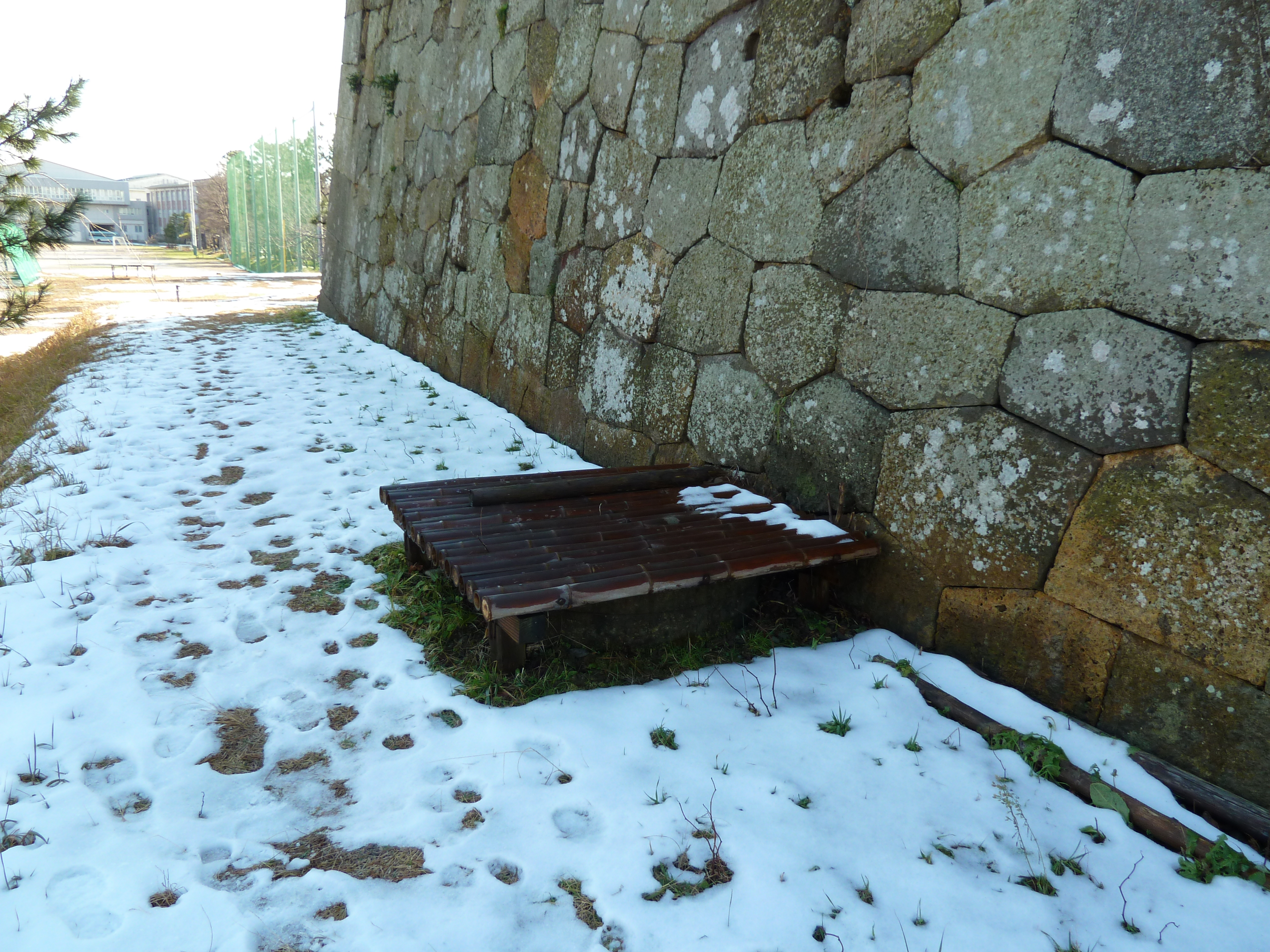
天守台脇にある白山水井戸
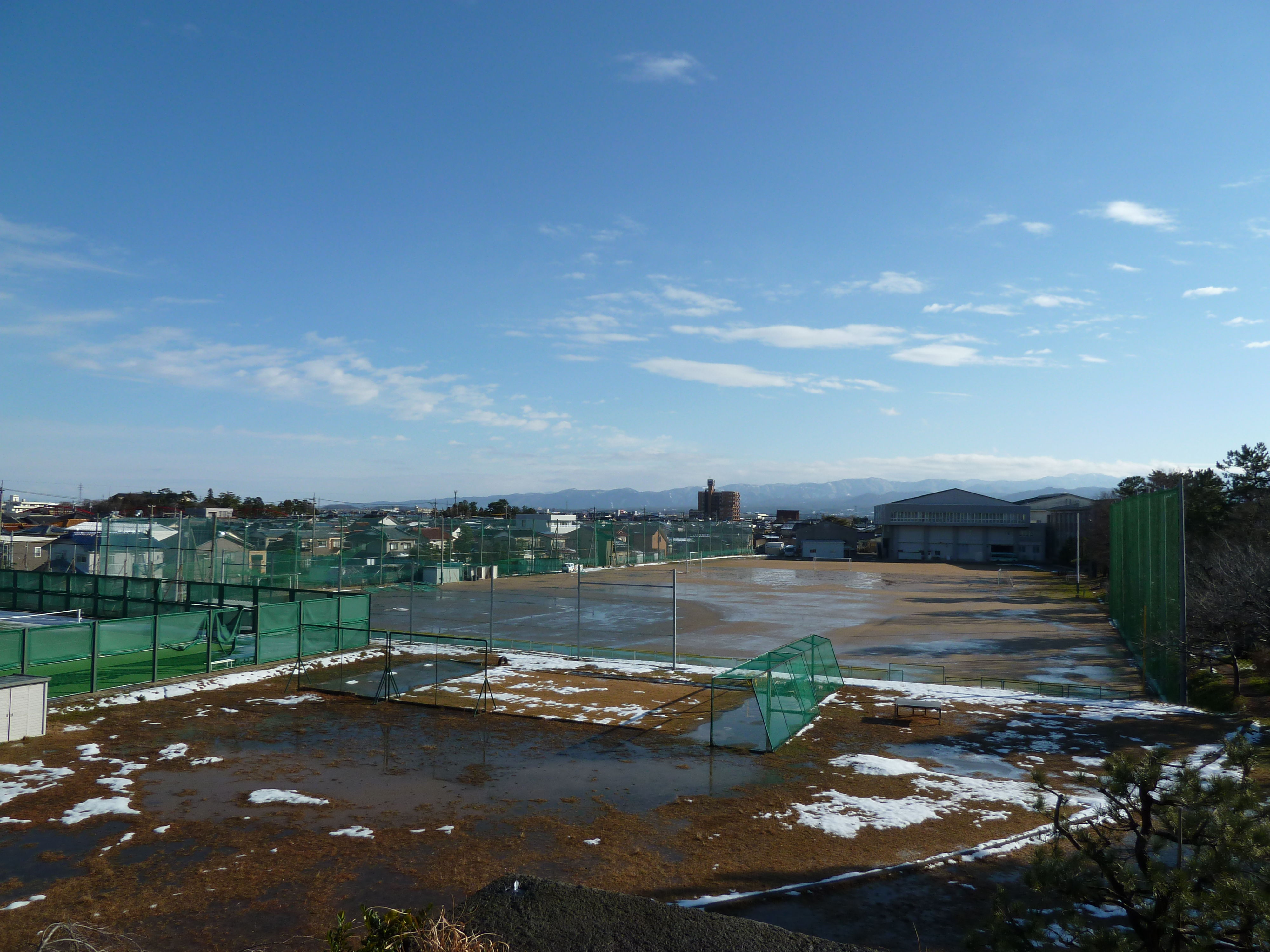
本丸御殿跡
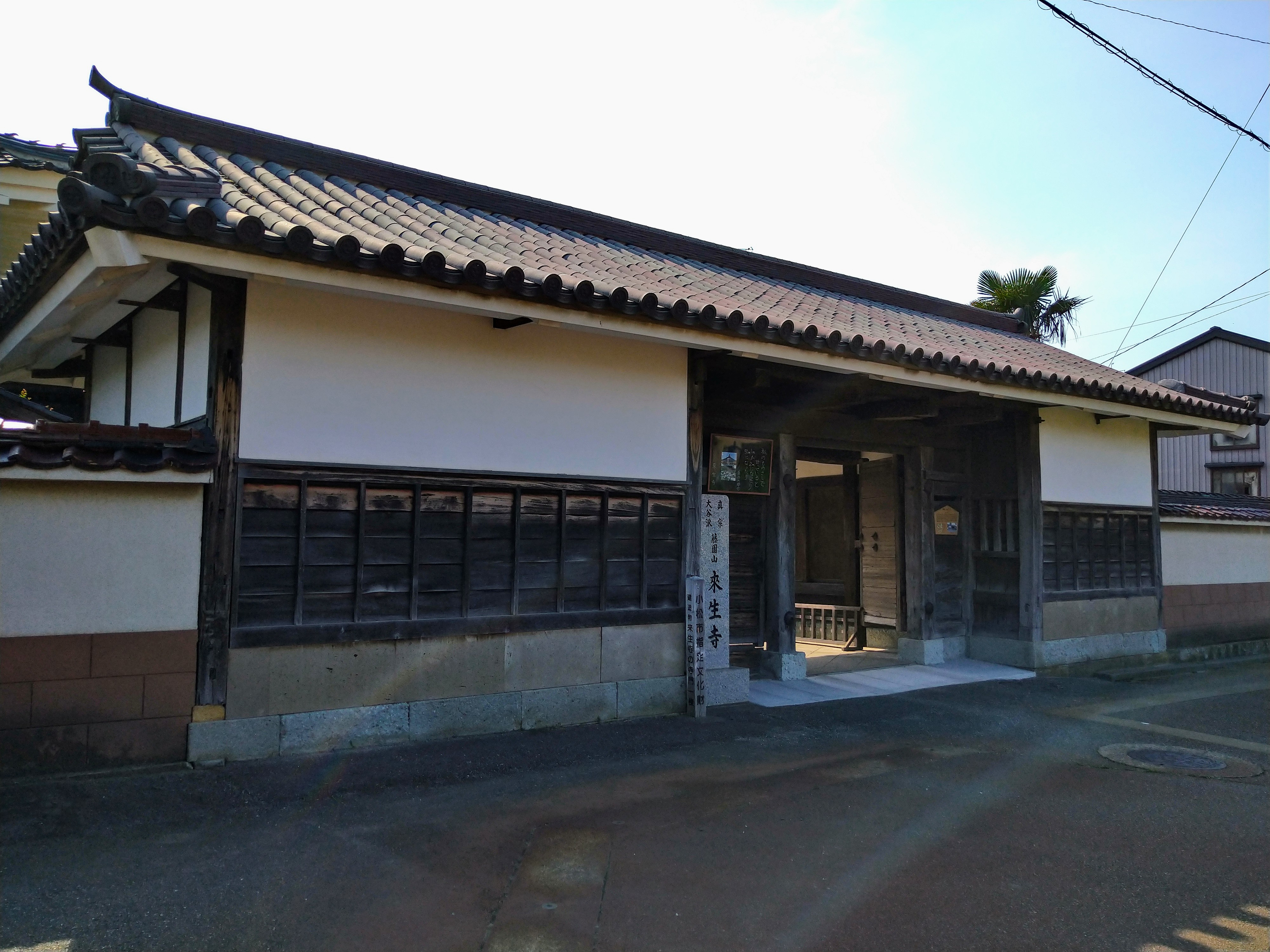
小松城から来生寺の寺門として移築された鰻橋御門
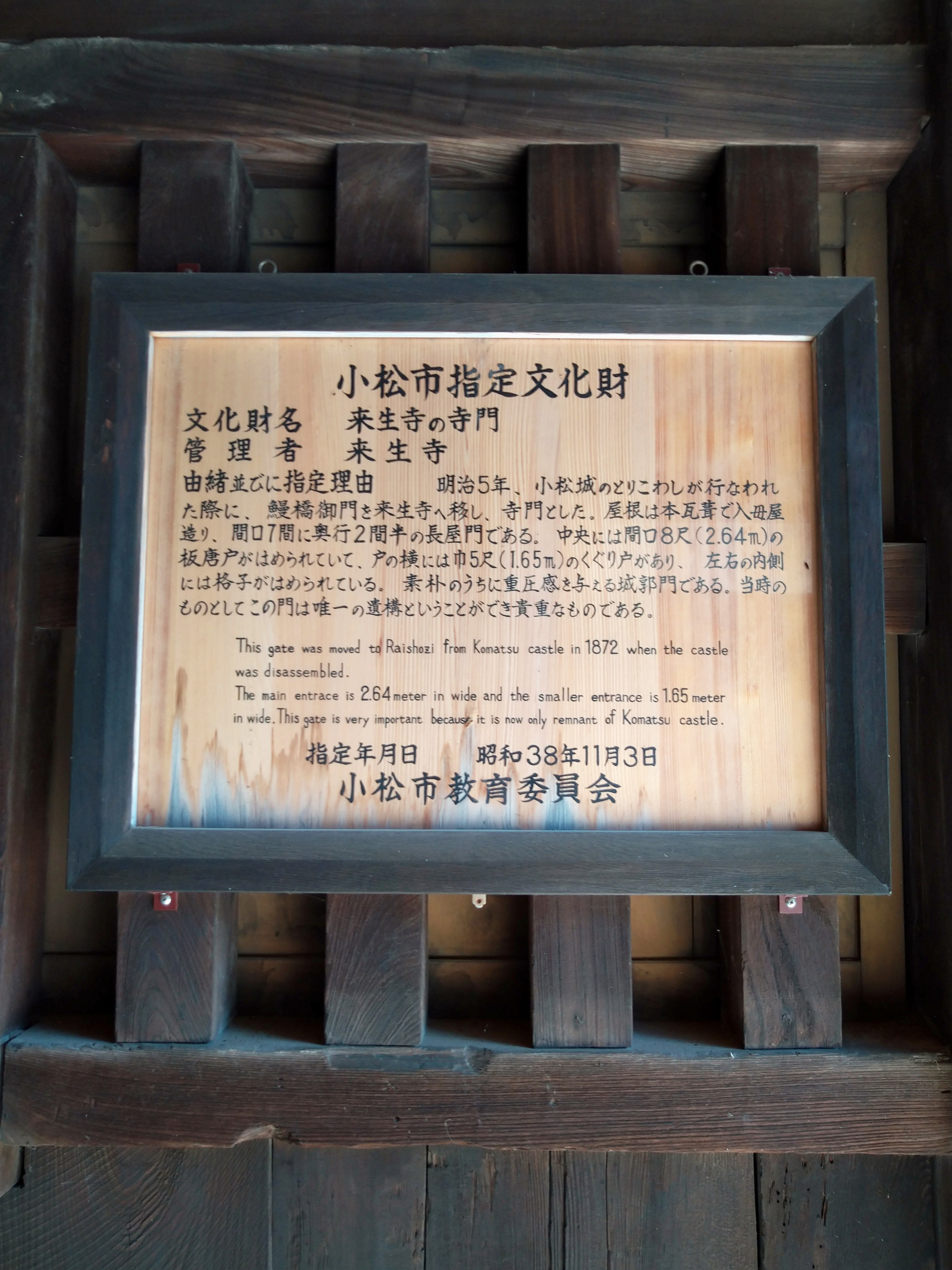
小松城から移築された鰻橋御門に提示してある看板
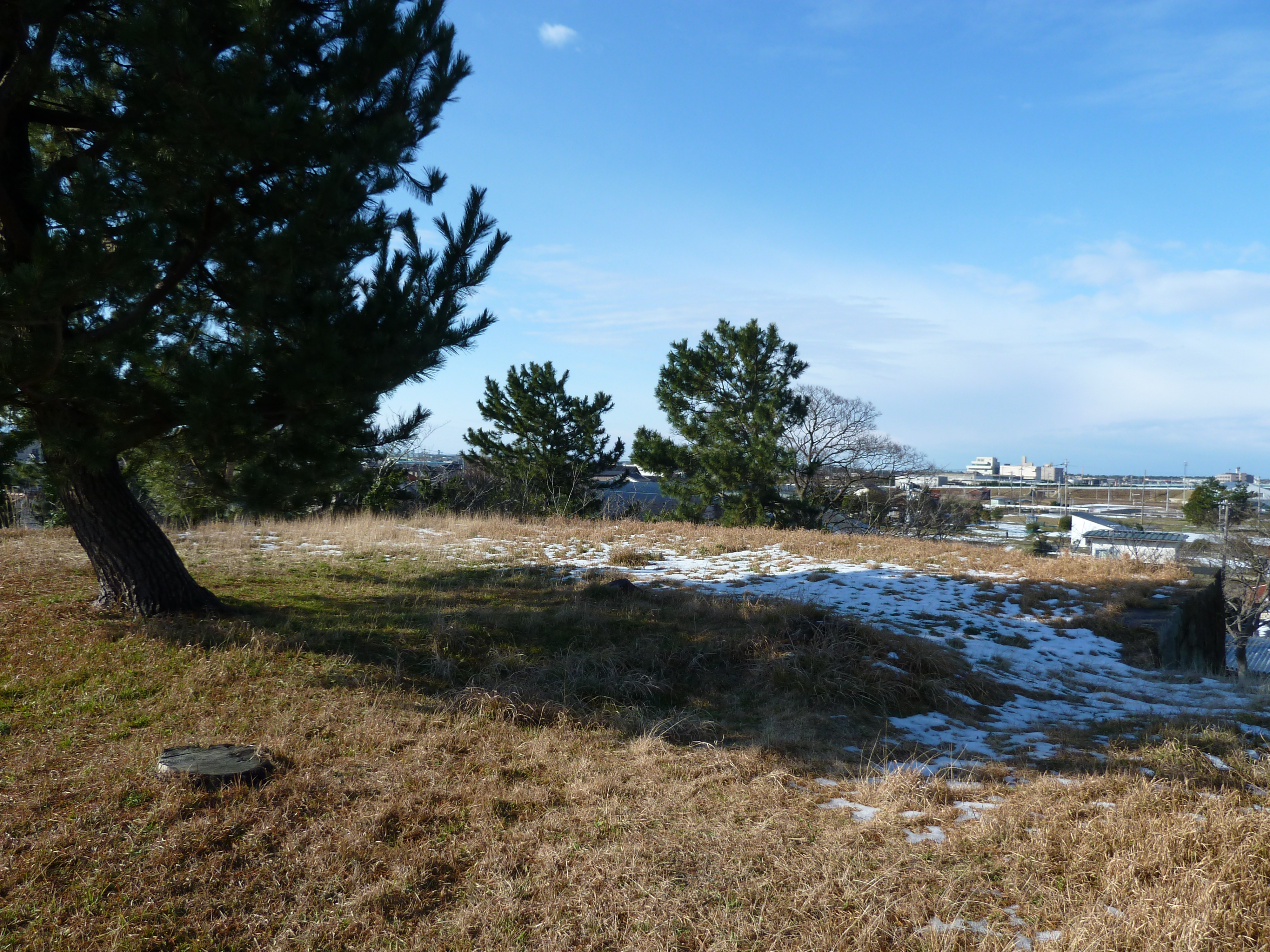
三重櫓跡
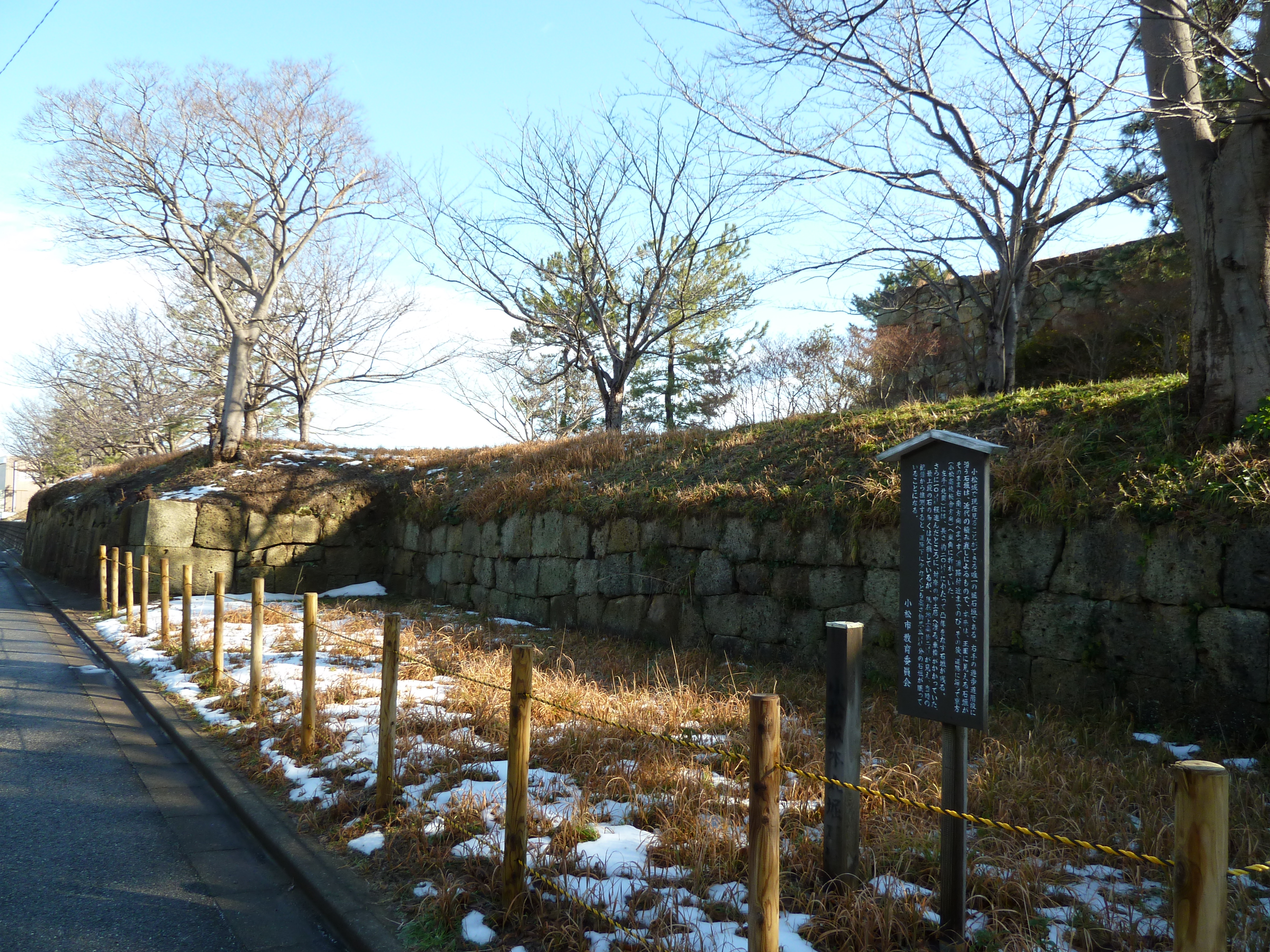
石垣
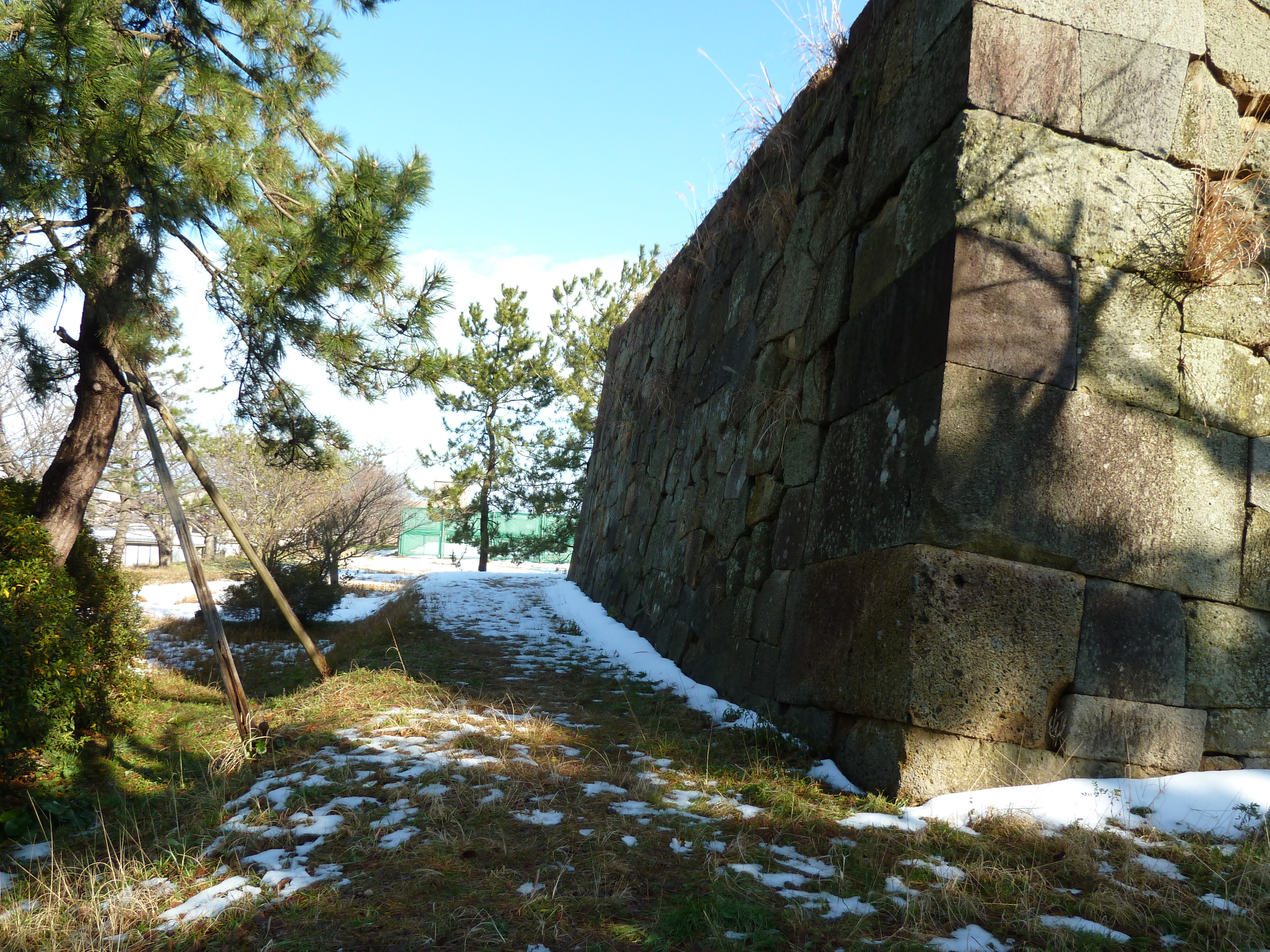
瓦御門跡
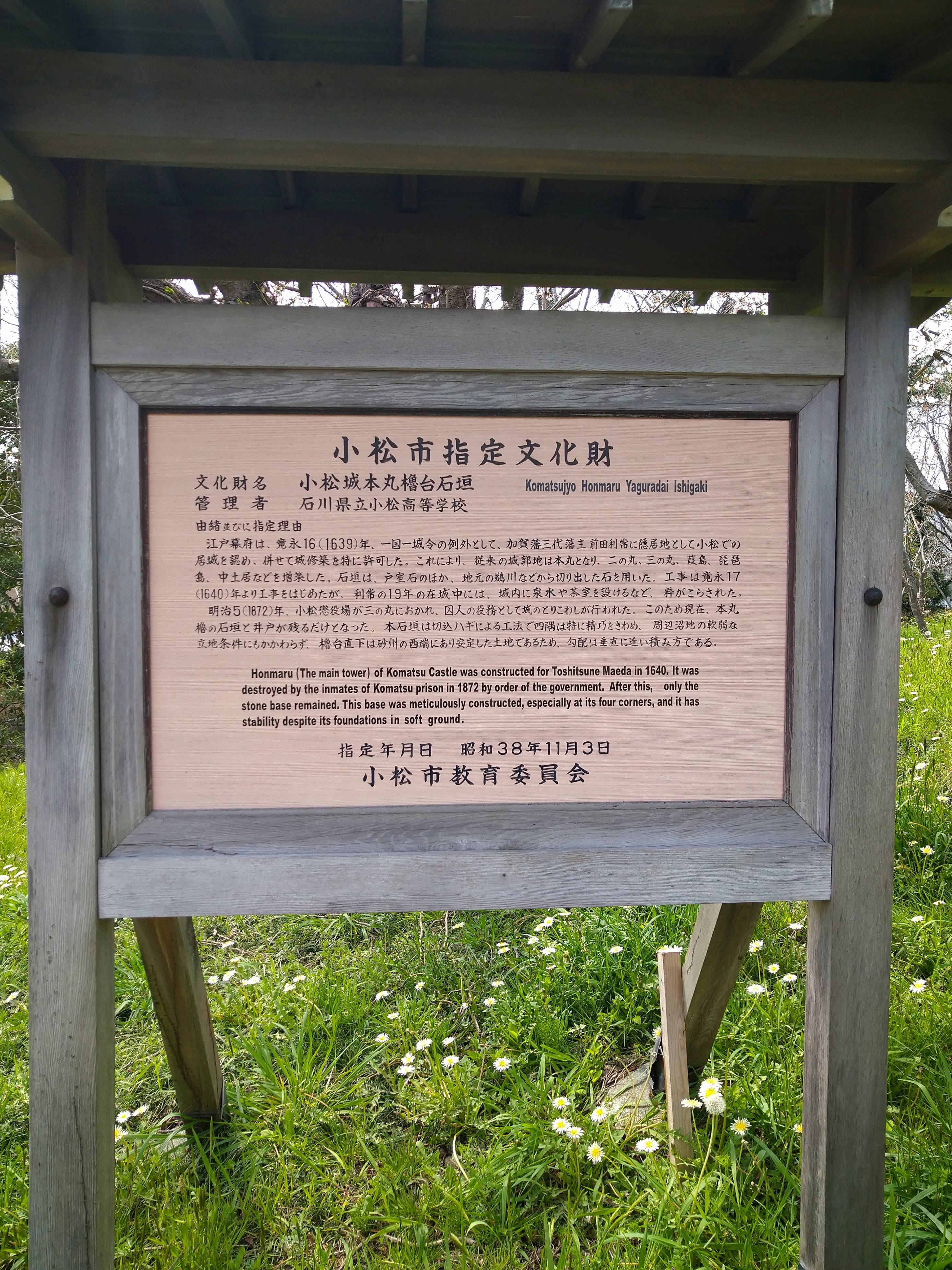
小松城本丸櫓台石垣の説明
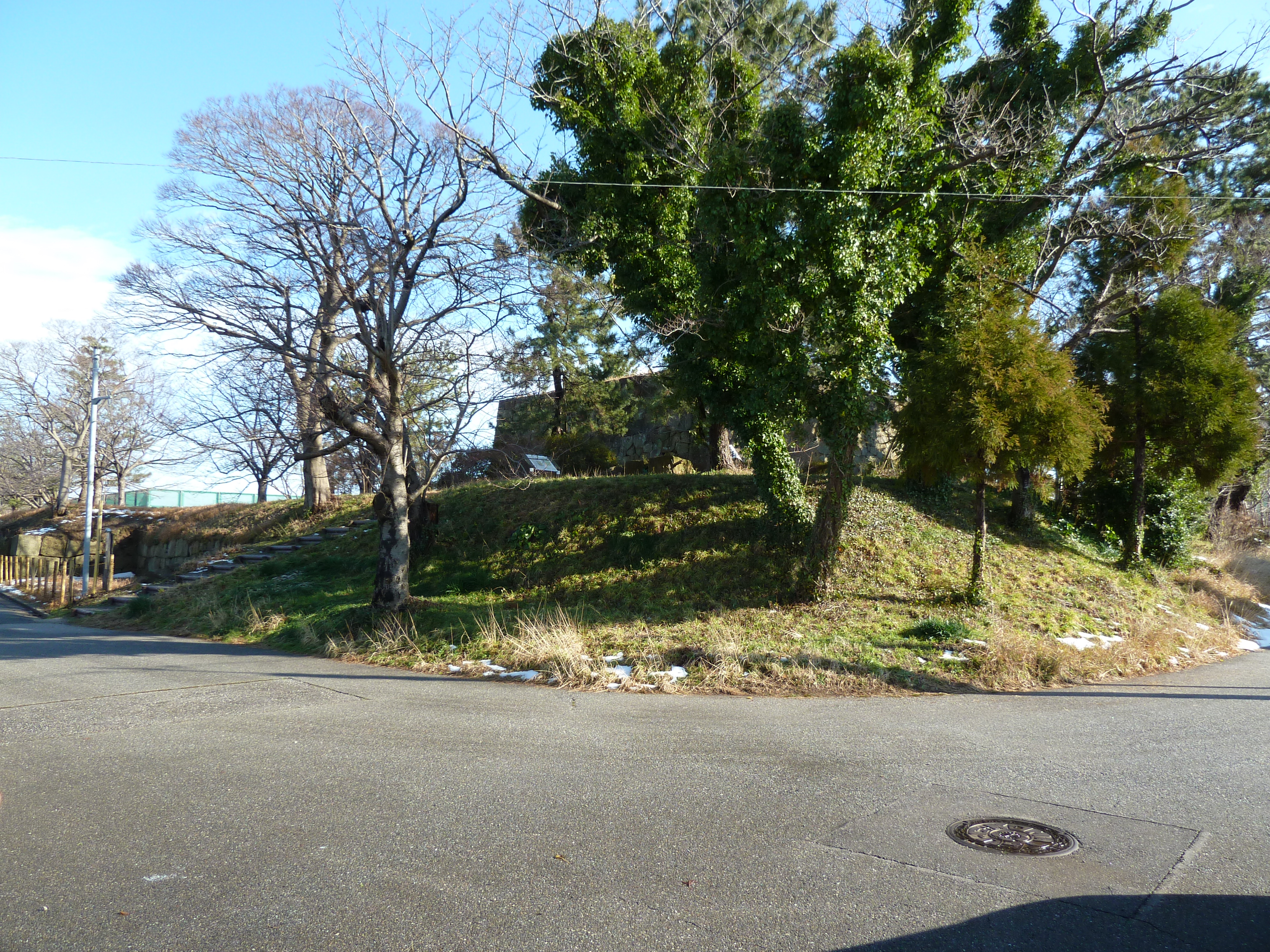
御土蔵跡

## 逸話
- 小松城は、かつて明智光秀が朝倉義景から、要害の地はどこかと尋ねられた際、「加賀にては小松あたり」（明智軍記）と答えたほどの要害の城である。同様のことは「北陸無双ノ城郭」（「小松軍記」）という記述にも窺われる。